# Bannach
Bannach là một đô thị thuộc bang Pará, Brasil. Đô thị này có diện tích 2956,633 km², dân số năm 2007 là 3882 người, mật độ 1,31 người/km².